# Piz Cristanas
Le Piz Cristanas est un sommet de la chaîne de Sesvenna (Alpes rhétiques) en Suisse. Il culmine à 3 091 mètres d'altitude.